# كرايغ فيكتوري
كرايغ فيكتوري (بالإنجليزية: Craig Victory) هو لاعب هوكي الحقل أسترالي، ولد في 3 فبراير 1980 في أديلايد في أستراليا.

## وصلات خارجية
- كرايغ فيكتوري على موقع الاتحاد الدولي للهوكي (الإنجليزية)
- كرايغ فيكتوري على موقع اللجنة الأولمبية الدولية (الإنجليزية)
- كرايغ فيكتوري على موقع أوليمبيديا (الإنجليزية)
- كرايغ فيكتوري على موقع اللجنة الأولمبية الأسترالية (الإنجليزية)
- كرايغ فيكتوري على موقع اتحاد ألعاب الكومنولث (مؤرشف) (الإنجليزية)